# Campeonato Mineiro de Voleibol Feminino de 2023
O Campeonato Mineiro de Voleibol Feminino de 2023 foi a edição desta competição organizada pela Federação Mineira de Vôlei. Participarão do torneio quatro equipes provenientes de dois municípios mineiros Belo Horizonte e Uberlândia, além de uma equipe convidada de Taguatinga, no período de 29 a 31 de outubro, todos os jogos realizados na Arena UniBH, com exceção da primeira rodada que acontecerá no Ginásio do Mackenzie Esporte Clube,  e em homenagem a ex-central Walewska Oliveira (In Memoriam), o campeonato recebeu o nome Campeonato Mineiro Walewska Oliveira de Vôlei, o torneio será transmitido pelo Canal do You Tube e Twitch, em parceria da Web Vôlei e a federação organizadora.

## Sistema de Disputa
O torneio será disputado em turno único, no qual todas as equipes jogam entre si, a definição do pódio será definida por meio do sistema de pontos corridos (circuito).

## Equipes Participantes
Equipes que disputam a Campeonato Mineiro de Voleibol Feminino de 2023:
| Equipe            | Cidade         | Última participação | Mineiro 2022 |
| ----------------- | -------------- | ------------------- | ------------ |
| Minas Tênis Clube | Belo Horizonte | Mineiro 2022        | 1º           |
| Praia Clube       | Uberlândia     | Mineiro 2022        | 2º           |
| Brasília Vôlei    | Taguatinga     | Mineiro 2022        | 3º           |
| Mackenzie         | Belo Horizonte | Mineiro 2019        | 4º (2019)    |

### Classificação
- Vitória por 3 sets a 0 ou 3 a 1: 3 pontos para o vencedor;
- Vitória por 3 sets a 2: 2 pontos para o vencedor e 1 ponto para o perdedor.
- Não comparecimento, a equipe perde 2 pontos.
- Em caso de igualdade por pontos, os seguintes critérios servem como desempate: número de vitórias, média de sets e média de pontos.

|  |         |
|  | Campeão |

|     |                   |     | Jogos | Jogos | Jogos | Resultados | Resultados | Resultados | Resultados | Resultados | Resultados | Sets | Sets | Sets  | Pontos | Pontos | Pontos |
| Pos | Equipe            | Pts | T     | V     | D     | 3–0        | 3–1        | 3–2        | 2–3        | 1–3        | 0–3        | V    | P    | R     | V      | P      | R      |
| --- | ----------------- | --- | ----- | ----- | ----- | ---------- | ---------- | ---------- | ---------- | ---------- | ---------- | ---- | ---- | ----- | ------ | ------ | ------ |
| 1   | Praia Clube       | 9   | 3     | 3     | 0     | 3          | 0          | 0          | 0          | 0          | 0          | 9    | 0    | MAX   | 227    | 175    | 1.297  |
| 2   | Minas Tênis Clube | 6   | 3     | 2     | 1     | 0          | 2          | 0          | 0          | 0          | 1          | 6    | 5    | 1.200 | 274    | 277    | 0.989  |
| 3   | Brasília Vôlei    | 3   | 3     | 1     | 2     | 0          | 1          | 0          | 0          | 1          | 1          | 4    | 7    | 0.571 | 262    | 247    | 1.061  |
| 4   | Mackenzie         | 0   | 3     | 0     | 3     | 0          | 0          | 0          | 0          | 2          | 1          | 2    | 9    | 0.222 | 216    | 280    | 0.771  |

Resultados
| 29 de outubro de 2023 17:00 Relatório | Praia Clube | 3 — 0             | Brasília Vôlei | Ginásio do Mackenzie Esporte Clube, Belo Horizonte Árbitro(s): MG Neilor Lopes MG (AV) |
| 29 de outubro de 2023 17:00 Relatório | 25          | Set 1 Set 2 Set 3 | 23 21          | Ginásio do Mackenzie Esporte Clube, Belo Horizonte Árbitro(s): MG Neilor Lopes MG (AV) |

| 29 de outubro de 2023 19:00 Relatório | Minas Tênis Clube | 3 — 1                   | Mackenzie   | Ginásio do Mackenzie Esporte Clube, Belo Horizonte Árbitro(s): MG Anderson Caçador MG (AV) |
| 29 de outubro de 2023 19:00 Relatório | 28 26 25 28       | Set 1 Set 2 Set 3 Set 4 | 26 28 23 26 | Ginásio do Mackenzie Esporte Clube, Belo Horizonte Árbitro(s): MG Anderson Caçador MG (AV) |

| 30 de outubro de 2023 18:00 Relatório | Praia Clube | 3 — 0             | Mackenzie | Arena UniBH, Belo Horizonte |
| 30 de outubro de 2023 18:00 Relatório | 25          | Set 1 Set 2 Set 3 | 13 20 12  | Arena UniBH, Belo Horizonte |

| 30 de outubro de 2023 20:00 Relatório | Minas Tênis Clube | 3 — 1                   | Brasília Vôlei | Arena UniBH, Belo Horizonte |
| 30 de outubro de 2023 20:00 Relatório | 25 20 25 34       | Set 1 Set 2 Set 3 Set 4 | 20 25 20 32    | Arena UniBH, Belo Horizonte |

| 31 de outubro de 2023 18:00 Relatório | Brasília Vôlei | 3 — 0                   | Mackenzie   | Arena UniBH, Belo Horizonte |
| 31 de outubro de 2023 18:00 Relatório | 25 23 25       | Set 1 Set 2 Set 3 Set 4 | 16 25 15 12 | Arena UniBH, Belo Horizonte |

| 31 de outubro de 2023 20:00 Relatório | Minas Tênis Clube | 3 — 0             | Praia Clube | Arena UniBH, Belo Horizonte Árbitro(s): MG Anderson Caçador MG Marcos Salles MG (AV) |
| 31 de outubro de 2023 20:00 Relatório | 17 27 19          | Set 1 Set 2 Set 3 | 25 29 25    | Arena UniBH, Belo Horizonte Árbitro(s): MG Anderson Caçador MG Marcos Salles MG (AV) |

## Classificação final
| Classficação | Equipe            |
| ------------ | ----------------- |
| 1            | Praia Clube       |
| 2            | Minas Tênis Clube |
| 3            | Brasília Vôlei    |
| 4            | Mackenzie         |

## Premiações
| Campeonato Mineiro de 2023      |
| ------------------------------- |
| Praia Clube Campeão (9º título) |